# Wilbert Hiller
Wilbert Carl Hiller, dit « Dutch », (né le 11 mai 1915 à Berlin, dans la province de l'Ontario, au Canada - mort le 12 novembre 2005) est un joueur professionnel canadien de hockey sur glace qui évoluait au poste d'ailier gauche.

## Biographie
Hiller commence le hockey dans sa ville natale de Berlin d'où il tire plus tard son surnom, Dutch, qui signifie « hollandais », en raison de la forte population d'origine néerlandaise qui peuple cette ville, bien qu'il ne le soit pas lui-même. Il joue ensuite à Sudbury pendant trois ans, disputant la Coupe Allan en 1936 puis effectue même une saison en Angleterre avant de revenir en Amérique du Nord en 1937. Il rejoint alors l'Eastern Amateur Hockey League et les Rovers de New York, club école des Rangers de New York, avec lesquels il dispute huit rencontres en fin de saison.
Le 24 février 1938, étant agent libre, il signe un contrat avec les Rangers. Avec 13 buts et 31 points, il est le quatrième buteur et cinquième passeur de l'équipe lors de la saison régulière qui mène les Rangers à la conquête de leur troisième Coupe Stanley. Il rejoint les Red Wings de Détroit en 1941 mais ne joue que sept matchs avec cette franchise avant d'être échangé aux Bruins de Boston contre 5 000 dollars et Pat McReavy. Il passe une année a Boston puis il est vendu à Montréal. Ces derniers le prêtent aux Rangers l'espace d'une saison au cours de laquelle il marque 18 buts et 40 points, son record dans la LNH. De retour avec Montréal, il est un des cinq joueurs de l'équipe qui marquent 20 buts au cours de la saison 1944-1945. Un an plus tard, il participe à la conquête de la Coupe Stanley, sa deuxième personnelle.
Échangé à Toronto avec Vic Lynn contre John Mahaffy et Gerry Brown le 21 septembre 1946, il ne rejoue plus dans la LNH en raison de problèmes de vue. Reconnu comme un des plus rapides patineurs de son époque,, il met un terme à sa carrière de joueur en 1948.
À la suite de sa retraite, il devient pendant deux saisons entraîneur des Monarchs de Los Angeles dans la Pacific Coast Hockey League.

## Statistiques

### Joueur
| Saison     | Équipe                  | Ligue       |     | Saison régulière | Saison régulière | Saison régulière | Saison régulière | Saison régulière |   | Séries éliminatoires | Séries éliminatoires | Séries éliminatoires | Séries éliminatoires | Séries éliminatoires |
| Saison     | Équipe                  | Ligue       | PJ  | B                | A                | Pts              | Pun              | PJ               | B | A                    | Pts                  | Pun                  |                      |                      |
| 1932-1933  | Empires de Kitchener    | OHA-B       | 11  | 7                | 3                | 10               | 19               | 5                | 6 | 2                    | 8                    | 4                    |                      |                      |
| 1933-1934  | Cub Wolves de Sudbury   | NOJHA       | 8   | 7                | 0                | 7                | 15               | 2                | 5 | 1                    | 6                    | 2                    |                      |                      |
| 1934-1935  | Cub Wolves de Sudbury   | NOJHA       | 4   | 5                | 0                | 5                | 8                | 3                | 2 | 0                    | 2                    | 8                    |                      |                      |
| 1935-1936  | Frood Miners de Sudbury | NBHL        | 6   | 5                | 0                | 5                | 10               |                  |   |                      |                      |                      |                      |                      |
| 1935-1936  | Falcons de Falconbridge | Coupe Allan |     |                  |                  |                  |                  | 13               | 6 | 1                    | 7                    | 4                    |                      |                      |
| 1936-1937  | Greyhounds de Harringay | Angleterre  | 42  | 22               | 11               | 33               | 16               |                  |   |                      |                      |                      |                      |                      |
| 1937-1938  | Rovers de New York      | EAHL        | 43  | 26               | 30               | 56               | 31               |                  |   |                      |                      |                      |                      |                      |
| 1937-1938  | Rangers de New York     | LNH         | 8   | 0                | 1                | 1                | 2                | 1                | 0 | 0                    | 0                    | 0                    |                      |                      |
| 1938-1939  | Rangers de New York     | LNH         | 48  | 10               | 19               | 29               | 22               | 7                | 1 | 0                    | 1                    | 9                    |                      |                      |
| 1939-1940  | Rangers de New York     | LNH         | 48  | 13               | 18               | 31               | 57               | 12               | 2 | 4                    | 6                    | 2                    |                      |                      |
| 1940-1941  | Rangers de New York     | LNH         | 44  | 8                | 10               | 18               | 20               | 3                | 0 | 0                    | 0                    | 0                    |                      |                      |
| 1941-1942  | Red Wings de Détroit    | LNH         | 7   | 0                | 0                | 0                | 0                |                  |   |                      |                      |                      |                      |                      |
| 1941-1942  | Bruins de Boston        | LNH         | 43  | 7                | 10               | 17               | 19               | 5                | 0 | 1                    | 1                    | 0                    |                      |                      |
| 1942-1943  | Bruins de Boston        | LNH         | 3   | 0                | 0                | 0                | 0                |                  |   |                      |                      |                      |                      |                      |
| 1942-1943  | Canadiens de Montréal   | LNH         | 39  | 8                | 6                | 14               | 4                | 5                | 1 | 0                    | 1                    | 4                    |                      |                      |
| 1942-1943  | Lions de Washington     | LAH         | 2   | 0                | 1                | 1                | 0                |                  |   |                      |                      |                      |                      |                      |
| 1942-1943  | Skyhawks de San Diego   | Exhibition  |     |                  |                  |                  |                  |                  |   |                      |                      |                      |                      |                      |
| 1943-1944  | Rangers de New York     | LNH         | 50  | 18               | 22               | 40               | 15               |                  |   |                      |                      |                      |                      |                      |
| 1944-1945  | Canadiens de Montréal   | LNH         | 48  | 20               | 16               | 36               | 20               | 6                | 1 | 1                    | 2                    | 4                    |                      |                      |
| 1945-1946  | Canadiens de Montréal   | LNH         | 45  | 7                | 11               | 18               | 4                | 9                | 4 | 2                    | 6                    | 2                    |                      |                      |
| 1946-1947  | Hornets de Pittsburgh   | LAH         | 64  | 13               | 16               | 29               | 37               | 12               | 2 | 3                    | 5                    | 12                   |                      |                      |
| 1947-1948  | Dutchmen de Kitchener   | OHA-Sr.     | 19  | 15               | 12               | 27               | 20               | 9                | 2 | 4                    | 6                    | 8                    |                      |                      |
| Totaux LNH | Totaux LNH              | Totaux LNH  | 383 | 91               | 113              | 204              | 163              | 48               | 9 | 8                    | 17                   | 21                   |                      |                      |

### Entraîneur
| Saison    | Équipe                  | Ligue |    | PJ | V  | D  | N      | % V |  | Séries éliminatoires |
| 1948-1949 | Monarchs de Los Angeles | PCHL  | 70 | 28 | 33 | 9  | 46,4 % | -   |  |                      |
| 1949-1950 | Monarchs de Los Angeles | PCHL  | 70 | 30 | 30 | 10 | 50,0 % | -   |  |                      |